# Wayne Maser
Wayne Maser est un photographe américain, connu pour ses portraits de célébrités, ses campagnes publicitaires de mode et ses nus artistiques. Il est actif depuis les années 1980, et son travail a marqué l’histoire de la photographie de mode contemporaine.

## Biographie
Wayne Maser a commencé des études de médecine à l’Université de Pennsylvanie avant d’abandonner ce cursus pour se former à la photographie au Philadelphia College of Art, où il a été l’élève du photographe Raymond K. Metzker.
Il se fait connaître dans les années 1980 grâce à une campagne publicitaire pour la marque Guess, qui contribue à populariser des mannequins comme Yasmin Le Bon, Carla Bruni ou Anna Nicole Smith. Ce travail en noir et blanc, à la fois audacieux, sensuel et narratif, impose d’emblée un style reconnaissable qui lui vaut d’être comparé à Richard Avedon et Helmut Newton,.
Remarqué par Alexander Liberman, directeur artistique du groupe Condé Nast,, il commence à travailler exclusivement pour l’édition américaine du magazine Vogue.

### Carrière éditoriale et publicitaire
Installé à Los Angeles en 1990, Wayne Maser réalise des portraits pour Interview, Vanity Fair et Harper’s Bazaar. Il rejoint la société de production RSA Films (fondée par Ridley Scott), pour laquelle il dirige des publicités et des vidéoclips, notamment pour Mariah Carey et Mary J. Blige.
De retour à New York en 1996, il signe des campagnes pour Calvin Klein, DKNY et collabore régulièrement avec GQ, Esquire, Marie Claire, Vanity Fair et d’autres grands magazines internationaux. Son style est particulièrement recherché pour les portraits de célébrités.
Parmi ses sujets les plus notables figurent Madonna, Johnny Depp, Clint Eastwood, Elizabeth Taylor, Angelina Jolie, Mikhaïl Barychnikov, Whitney Houston et Rob Lowe.

### Œuvre artistique récente
À partir des années 2000, Wayne Maser développe une approche plus artistique de la photographie. Il partage son temps entre les États-Unis et l’Italie, et collabore avec Vanity Fair, Paris Match, Interview Magazine, L'Uomo Vogue et les éditions internationales de Vogue.
Ayant perdu une partie importante de ses archives (négatifs et fichiers numériques), il oriente sa pratique vers une réflexion sur la mémoire et l’éphémère. Ses œuvres récentes sont imprimées sur du papier kraft de boucherie (« butcher paper »), conférant à ses photographies une texture brute, incomplète, presque taboue. Ce travail explore le caractère transitoire des images et la nostalgie visuelle.

## Style et influences
Son travail est souvent associé à une esthétique sensuelle, contrastée, et intimiste. S’il est comparé dès ses débuts à Helmut Newton pour la tension érotique de ses clichés, il développe une vision plus narrative et psychologique du portrait, dans la lignée de Richard Avedon.